# Лепенски вир
Лепенски вир је једно од највећих и најзначајнијих мезолитских и неолитских археолошких налазишта, смештено на десној обали Дунава у Ђердапској клисури, у Србији, у централном делу Балканског полуострва. Овај локалитет, који је име добио по дунавском виру, био је седиште једне од најважнијих и најсложенијих култура праисторије, културе Лепенског вира.  Између 1965. и 1970. откривено је рибарско ловачко насеље са зачецима култивације и доместификације. Током ископавања откривено је седам сукцесивних насеља и 136 објеката (како стамбених, тако и сакралних) изграђених у раном мезолиту, у периоду од око 9500. до 7200. године пре наше ере (Прото Лепенски вир 1 и 2), а затим у раном и средњем неолиту, од око 6250. до 5500. године пре наше ере (Лепенски вир I-III). Главни руководилац истраживања овог локалитета је био професор др Драгослав Срејовић, археолог, академик и професор Универзитета у Београду.
Најновији радиокарбонски и АМС подаци сугеришу да се хронологија Лепенског вира простире између 9500/7200 и 5500 година пре нове ере, подељена на рани-средњи мезолит, касни мезолит, прелазни период и неолит. Постоје одређена неслагања око тога када је почело насељавање и култура Лепенског вира, али најновији подаци указују да је то било између 9500. и 7200. године пре нове ере. У касној архитектонској фази Лепенског вира (6300–6000 п.н.е.) развијају се јединствене трапезоидне грађевине и монументална скулптура, повезана са мешањем ловаца-сакупљача Гвоздених врата са новопридошлим раним европским земљорадницима. Локалитет Лепенски вир се састоји од једног великог насеља са десетак сателитских села. На локалитету су пронађене бројне скулптуре базена и необични архитектонски остаци.
Археолог Драгослав Срејовић, који је први истраживао локалитет, рекао је да овако велике скулптуре тако рано у историји човечанства и оригинална архитектонска решења дефинишу Лепенски вир као специфичну и веома рану фазу у развоју европске праисторијске културе. Локалитет је био познат по изузетном нивоу очуваности и укупном изузетном квалитету својих артефаката. Пошто је насеље било трајно и планскo, са организованим друштвеним животом, архитекта Христивоје Павловић је Лепенски вир означио као „први град у Европи“.
Национални парк Ђердап, који обухвата Лепенски вир, основан је 1974. године. Шире подручје парка је 10. јула 2020. проглашено за Унесковим глобалним геопарком. Поред клисуре Гвоздене капије, Ђердапски Унесков глобални геопарк обухвата делове планинских масива Мироч и Кучај, укупне површине 1.330 km2 (510 sq mi), и био је прва таква локација у Србији.

## Локација и географија
Лепенски вир се налази на десној обали Дунава у источној Србији, у оквиру клисуре Гвоздене капије. Налази се у селу Бољетин, код Доњег Милановца. Поглед изнад и преко Дунава је широм отворен, а стабилан и издржљив терен на обали реке одолијева интензивном ерозивном утицају Дунава. Стабилност је обезбеђена са две или три громаде, каменим ртом који стрши дубоко у реку. Громаде су деловале као природно сидро за терен на коме се насеље развијало. Дуго становање на локалитету омогућила је и близина велике реке, природно богатство залеђа и термалне предности нагомиланих кречњачких стена (с обзиром на тек окончано ледено доба). Поред тога, дугорочно становање је олакшано претпостављеним познавањем неких пракси контроле рађања, с обзиром на ограничену површину на којој би насеље могло да расте, иако се верује да делови насеља остају неоткривени.
Вртлози су створени од избочених стена, а усковитлане воде су богатије кисеоником, богатије алгама, а самим тим и рибом. Вртложна струја олакшава риболов него у водама које јуре кроз клисуру. Такође, вртложна вода је заправо таложила материјале на низводној страни плаза, данас познатог као Катаринине Ливадице, чинећи га јачим и стабилнијим уместо да дозвољава брзој и снажној речној струји да га еродира. У непосредном залеђу налази се падина позната као Кошо Брдо. У њу је уграђена ниша од природног камена или стеновито склониште (абиј), названо Лепенска поткапина, коју је истраживао археолог Бранко Гавела.
Низводно од Лепенског вира, у правцу Власца, а на пола пута до ушћа мале Бољетинке или Лепене реке, над реком се уздиже окомита стена Лепена висока 40 m (130 ft). У подножју стене Римљани су изградили пут који је данас потопљен на дубини од 13,5 m (44 ft) испод воде Ђердапског језера, заједно са путном плочом у знак сећања на цара Тиберија. Лепена се назива и падина изнад Дунава између Лепене стене и ушћа Лепене реке, као и увала где се падина завршава.

## Откриће
Локалитет је откривен 30. августа 1960. године на земљишту у власништву локалног фармера Манојла Милошевића.
Након тога, после скоро три године неактивности, археолошка истраживања региона организовао је Београдски институт за археологију. Било је предвиђено да почне изградња хидроелектране Ђердап I, која би својим вештачким језером поплавила обалу, те су археолози желели да истраже подручје што је више могуће пре него што се то деси. Тадашњи руководилац пројекта била је Душанка Вучковић-Тодоровић, сарадница Института. Подручје које је требало истраживати налазило се између села Прахово и Голубац. Археолог Обрад Кујовић истраживао је деоницу Лепенски вир са својим помоћником Ивицом Костићем, пратећи рад претходних посетилаца и археолога попут Феликса Филипа Каница и Николе Вулића. Локација је била идеална за насеље, те су је Кујовић и Костић претражили. Пронашли су толико керамичких фрагмената да је било као да су открили керамичку радионицу. Кујовић га је препознао као значајно археолошко налазиште, прикупио фрагменте, датирао их као део старчевачке културе и сачинио извештај за Институт. Срејовић, заинтригиран налазима, контактирао је Кујовића 1961. за детаљне информације.

## Ископавања
Срејовић је успео да прибави неопходна средства и 6. августа 1965. године са Загорком Летицом започиње истраживање локалитета, које се наставља са ископавањима током 1966. и 1967. године. Сондирање терена 1965. године прерасло је у заштитна ископавања 1966. године и развило се у потпуно систематска ископавања 1967. како су они дубље копали. Културно-археолошки слој почиње испод површинског слоја хумуса, дебљине 50 cm (20 in).
Тек 1967. године, након открића првих мезолитских скулптура, значај локалитета је у потпуности схваћен. Ови налази су јавно објављени 16. августа 1967. године. Ископавања су завршена 1971. године када је цео локалитет измештен 297 m (974 ft) више да би се избегла поплава из новоформираног Ђердапског језера, насталог изградњом хидроелектране Ђердап I. Главно истраживање овог локалитета било је дело професора Драгослава Срејовића са Универзитета у Београду. Истражујући до дубине од 3,5 m (11 ft), у почетним ископавањима 1965–1970, пронађено је 136 или 138 зграда, насеља и олтара. Некропола је откривена 1968. године.

## Историја
Главно налазиште обухвата неколико археолошких фаза почевши од Протолепенског вира, затим Лепенског вира Iа до Iе, Лепенског вира II  и Лепенског вира III, чија је окупација обухватала 1.500 до 2.000 година, од мезолита до неолита, када су га наследили неолитска винчанска култура и старчевачка култура, обе узводно Дунавом, 135 km (84 mi) и 139 km (86 mi) од Лепенског вира, респективно. У околини је откривено више сателитских села која припадају истој култури и временском периоду. Ови додатни локалитети су Хајдучка Воденица, Падина, Власац, Икаона, Кладовска Скела и други. Пронађени артефакти укључују оруђе од камена и костију, остатке кућа и бројне сакралне објекте, укључујући јединствене камене скулптуре.
Претпоставља се да људи културе Лепенског вира представљају потомке раног европског становништва, културе ловаца сакупљача Брно-Предмости (Чешка) с краја последњег леденог доба. Археолошки докази о људском обитавању околних пећина датирају из око 20.000 година пре нове ере. Прво насеље на ниском платоу датира из 9500–7200 година пре нове ере, када је клима постала знатно топлија.
Тресковат, гола порфирна литица (679 m (2.228 ft) висока) уздиже се на левој обали Дунава наспрам Лепенског вира као џиновски стражар праисторијског насеља. Тресковат је можда био важан за становништво Лепенског вира као соларна опсерваторија. На развој насеља снажно је утицала топологија околине. Налазило се на уском рту на обали реке, омеђено између литица и тока Дунава. Као такво нудило је само ограничене ресурсе у смислу хране, сировина и животног простора. То се огледа у налазима из најранијег слоја. Протолепенски вир представља само мало насеље од можда четири или пет породица са мање од сто становника. Примарни извор хране становника вероватно је био риболов. Рибарске заједнице овог типа су у овом периоду типичне за шири дунавски регион.
У каснијим периодима, проблеми пренасељености насеља постали су евидентни и довели до значајних социолошких промена.
Археолошки налази у околини говоре о привременим насељима, вероватно грађеним за потребе лова и сакупљања хране или сировина. Ово сугерише сложену полуномадску економију са управљаном експлоатацијом ресурса у области која непосредно не окружује село, нешто изванредно у смислу традиционалног погледа на мезолитску Европу. Више сложености у привреди доводи до специјализације занимања, а тиме и до друштвене диференцијације.
Ови развоји су јасно видљиви у распореду насеља Лепенски вир Iа-е. Село је било добро планирано. Све куће су изграђене према једном сложеном геометријском узорку. Остаци ових кућа чине изразиту архитектуру Лепенског вира. Јасно се види главни распоред села. Мртви су сахрањивани изван села на сложеном гробљу. Једини изузетак је очигледно било неколико значајних старешина који су сахрањени иза огњишта (срца) кућа.
Сложеном друштвеном структуром доминирала је религија која је вероватно служила као везујућа снага за заједницу и средство за координацију активности њених чланова. Бројни сакрални објекти који су откривени у овом слоју подржавају ову теорију. Најистакнутији примери су рибље скулптуре, јединствене за културу Лепенског вира, које представљају један од првих примера монументалне сакралне уметности на европском тлу.
Лепенски вир пружа ретку прилику да се посматра постепени прелазак са ловачко-сакупљачког начина живота раних људи на пољопривредну економију неолита. Све сложенија друштвена структура утицала је на развој планирања и самодисциплине неопходне за пољопривредну производњу.
Када су пољопривредни производи постали роба, нови начин живота заменио је стару друштвену структуру. Изразите карактеристике културе Лепенског вира, као што су архитектура кућа и рибље скулптуре, постепено су нестајале. Лепенски вир III је репрезентативан за неолитско налазиште и типичнији је за друга упоредива налазишта на много ширем подручју. Тачан механизам ове транзиције остаје нејасан, али докази сугеришу развој кроз еволуцију, а не инвазију споља.

### Археогенетика
Група од 80 института и 117 истраживача, међу којима су и археолози Андреј Старовић и Душан Борић из Србије, објавили су резултате својих археогенетско-геномских истраживања у часопису Природа у фебруару 2018. године (као Матиесон et al.). Проучавани су геноми 235 древних популација. Што се тиче околине Лепенског вира (локалитети Старчево, Сараорци-Језава, Лепенски вир, Падина и Власац), утврђено је да је првобитно становништво овог краја, ловци-сакупљачи, дуже време насељавало ово подручје. Затим, почев од око 7500 година пре нове ере, ново становништво почиње да насељава Балкан и долину Дунава. Докази говоре да су се ови неолитски дошљаци мешали са староседелачким становништвом у Лепенском виру. Дошавши из Мале Азије, рани европски фармери имали су потпуно другачији начин живота. Они су донели прве усеве жита, знање о пољопривреди и узгоју оваца, говеда и коза. На основу њиховог истраживања, Старовић је закључио да је до мешања популација дошло готово одмах, током прве имигрантске генерације, што је било јединствено, јер су у другим деловима Европе две тако различите заједнице у почетку живеле у близини једна другој. Он сматра да је овај лонац за топљење био камен темељац људског развоја у Европи. То је довело до процвата културе Лепенског вира, успостављања балканског неолита, најоригиналније појаве у читавој праисторији у Европи. Ово је био темељ концепата села, трга, породице - који су се од тада задржали широм континента. Модерна српска популација још увек инкорпорира око 10% својих гена из ове оригиналне мешавине.
У Матиесон et al. (2018) анализирани су мушкарац и три жене из Лепенског вира из периода 6000-5700 пре нове ере, мушкарац је носио хаплогрупе Y-DNA и R1b1a, док су mtDNA хаплогрупе биле HV, H13, H40, и J2b1. У двосмерном моделу мешавине аутозомне ДНК двоје су били рани европски фармери (са изотопском анализом која је показала да су то били мигранти који нису одрасли у Лепенском виру), један мешовитог западног ловца-сакупљача-EEF и један WHG порекла. Марчи et al. (2022) су анализирали два мушка узорка, који су имали Y-DNA хаплогрупе C1a2b и G2a2b2a1a1c са mtDNA хаплогрупама K1a1 и H3v. Брами и др. (2022) су поново испитали и прегледали многе мушке и женске узорке из културе Лепенског вира, укључујући оне од Хофманова et al. (2017–2022), проналазећи такође Y-DNA хаплогрупе C2c и I2, али mtDNA хаплогрупе су у почетку претежно биле U5 и H, али са неолитском транзицијом (~5900 пне) преовладавају mtDNA лозе J, X, T, N1a. Аутозомно се закључује да су „појединци из фазе мезолитског или протолепенског вира (~ 9500–7400 пне) на истоименом локалитету Лепенски вир добро моделовани као 100% гвозденокапијски HG припадници, без егејског порекла, које стиже тек после 6200. пне“, и од тада су били помешани или 100% егејско-раног европског фармерског порекла.

### Историјат археолошких ископавања локалитета Лепенски вир
- 30. августа 1960. године Обрад Кујовић и Ивица Костић су открили Лепенски вир као преисторијски локалитет[24]
- 1965. године започето је археолошко истраживање малог насеља из епохе млађег каменог доба
- 1967. проналазак чувених мезолитских скулптура, откриће културе светског значаја[25]
- 1971. завршена су ископавања (налазиште пренесено 29,7 m више да би се, због изградње хидроцентрале „Ђердап 1“, избегло потапање локалитета).

## Фазе Лепенског вира
- Прото-Лепенски вир
- Лепенски вир I (а-е)
- Лепенски вир
- Лепенски вир III (а, б)

У својој најстаријој фази ова култура има епипалеолитски карактер.
Прото Лепенски вир припада раном мезолиту, Лепенски вир I и II - позном мезолиту, а Лепенски вир IIIа - старијем неолиту.
Прве три фазе представљају ловачко-сакупљачке заједнице, док је у четвртој фази заступљен период првих земљорадника и сточара (од 5300. до 4500. п. н. е.).

## Неолитска револуција
Око 5300. п. н. е. становници Лепенског вира доживели су тзв. неолитску револуцију. Ово је период који обележава почетак бореала, када ниво воде опада, реке устаљују токове, ствара се „црница“, а топле шуме се распростиру до средње Европе. Становници Лепенског вира у овом периоду припитомљавају прве животиње и почињу да се баве земљорадњом. Ова најмлађа фаза на Лепенском виру припада култури Старчева.
Живот на Лепенском виру замро је око 4500. п. н. е., када су становници кренули у потрагу за већим обрадивим површинамa.

## Локалитети
У региону Лепенски вир-Кладовска Скела постоји око 25 одвојених локалитета – укључујући централно насеље и његова сателитска села. Истраживали су се све до 1980-их, када је долина реке поплављена након изградње хидроелектрана Ђердап I и Ђердап II:
- Кула – налази се у селу Михајловац. Истраживао га је археолог Миодраг Сладић осамдесетих година прошлог века, пре него што га је потопило Ђердапско језеро II. То је мезонеолитски локалитет, који се састоји од три природна слоја: Кула I, Кула II (са подслојевима II-а и II-б) и Кула III. Према речима археолога Иване Радовановић, Кула II је савременик Лепенског вира I и куће на обе локације су идентичне. Трапезоидни темељи кућа у Кули II затрпани су великим количинама урушеног зидног малтера.[11]
- Лепенски вир или једноставно вир, много је сложенији. Састоји се од четири слоја (Протолепенски вир, вир I, II и III) и седам подслојева (I-а, б, ц, д, е и III-а, б). Подслојеви вира I нису потпуно и јасно диференцирани. У већини случајева то нису посебни развојни слојеви, већ су дефинисани ради лакшег визуелног увида, јер се периоди интензивне изградње, адаптације, реновирања и итерације насеља преклапају кроз слојеве. вир III је најмлађи слој Лепенског вира, који припада неолитској старчевачкој култури. Међуслој вира II је мезолитски и „није потпуно стерилан“, што указује на континуитет и дуговечност сталног насељавања Лепенског вира. Најмлађи слојеви вира III оштећени су при копању темеља за много каснију римску караулу.[11]

На основу количине антрополошких промена на скелетима, посведочена је микроеволуција, јер је Срејовић проценио да је у насељу живело најмање 120 генерација (2.000 година), док је мађарски антрополог Немескери Јанос проценио да је током целокупног боравка људи у Лепенском виру било 240 до 280 генерација, или скоро 5.000 година непрекидног становања. Они су правили разлику између културе Лепенског вира (1.500–2.000 година) и једноставног окупирања истог станишта (5.000 година).

### Локална реконструкција
Аутор пројекта заштите и ревитализације локалитета Лепенски вир је архитекта Марија Јовин док заштитна конструкција и уређење заштићеног простора је урађена према пројекту архитекте Синише Темеринског. Целокупан пројекат обухвата уређење 55 хектара заштићеног простора. Предвиђена је изградња Визиторског центра за посетиоце, етно насеља, истраживачке станице, пристаништа на Дунаву и саобраћајнице којом ће туристима обезбедити прилаз до локалитета. До децембра 2010. године, подигнута је велика заштитна мрежаста конструкција изнад локалитета чиме је само налазиште трајно заштићено а претходно су уклоњене дрвене греде и салонит плоче које су око 40 година представљале привремену и јефтину заштиту овог вредног археолошког налазишта. Нова заштитна конструкција је изграђена средствима око 350 милиона динара која су обезбеђена из Националног инвестиционог плана Владе Србије. Новом заштитном конструкцијом отворен је поглед на стену Трескавац на левој обали Дунава (Румунија), према којој је и цело насеље било оријентисано јер је имала култни значај за становнике насеља. Сама конструкција је изграђена на начин да прати падину ка Дунаву. Након овога предвиђено је да се уклони лесна прашина са насеља да би се дошло да слоја црвене камене дробине подова кућа како би се приступило конзервацији станишта.

## Архитектура
На локалитету Лепенски вир откривено је седам узастопних насеља, са остацима 136 стамбених и сакралних објеката од 9500/7200 пре нове ере до 6000 година пре нове ере.
Распоред кућа, које се налазе на нагнутом рту који се отвара ка реци, је терасасти и лепезасто се простире, омогућавајући приступ реци људима из кућа даље од обале. Што се тиче алата који се користе за грађевинске радове, мало их је сачувано, или они који јесу нису препознатљиви као такви. Осим људског инстинкта за што боље искоришћење простора и за „оку угодан“ смисао у архитектури, сасвим је могуће да су Лепенци поседовали одређене форме знања из ове области које се иначе не би приписивале нити очекивале од људи тог периода. Такво знање се можда временом атрофирало, јер њихово друштво није опстало и није оставило писане документе. Откривени су углавном спаљени јелењи рогови, али се верује да су, да би добили трапезоидни облик платоа и кућа, морали користити штапове, затезање ужади, вертикалне шипке и сл, или природне карактеристике, попут сенки.

### Куће
Историја архитектуре још увек не даје дефинитиван одговор шта је старије: кућа (као станиште) или храм (као светилиште). У Лепенском виру је, изгледа, дошло до процеса постепене десакрализације, што значи да су светилишта временом претваране у куће. Куће из периода вира I означене су арапским бројевима, а оне из вира II римским бројевима. На пример, куће 61 и 65, са вира I, биле су надграђене кућама XXXIV и XXXV, са вира II.
Сва насеља прате облик терена, потковичастог земљишта. Насеља су увек окренута у правцу реке, која је била очигледан фокус живота њихових становника. Основни распоред насеља чине два одвојена крила и широки празан централни простор који је служио као сеоски трг или састајалиште. Насеље је радијално подељено бројним путевима који воде до ивице реке. Спољне ивице села су паралелне са околним литицама.
Кућни предмети означавају прелазак са структуре шатора на кућу. Све куће имају веома изразит облик, изграђен према сложеном геометријском узорку. Основа сваке од кућа је кружни сегмент од тачно 60 степени, конструисан на начин једнакостраничног троугла. Врх основе трапеза, облика који је раније био непознат у људским насељима, окренут је ка ветру (кошави). Облик основе куће је оригиналан и није забележен ни на једном другом локалитету. Материјал који се користи за подове је локална кречњачка глина, која се, када се помеша са животињском балегом и пепелом, стврдне као бетон. Као резултат тога, подови су у скоро савршеном стању. На ивицама подова налазе се остаци камене арматуре која је служила као ослонац горњим грађевинским елементима, што указује на то да су куће биле покривене. Кровни материјал је био неки лако разградиви материјал или је био сличан околном лесу, по чему се није разликовао од леса пронађеног током ископавања. Малтера, црвенкасте блатњаве глине, још увек има у изобиљу у региону. У селу Бољетину има још неколико кућа омалтерисаних њиме. Материјал се зове леп, па отуда и назив локалитета Лепенски вир, или дословно „црвени глинени вир“. И данас се користе казани за производњу ракије звани лепенац. Направљене су од дрвета, али очатловани црвеном иловачом, коју и локалне ласте користе за очвршћавање гнезда. Што се тиче конструкција које су покривале куће, њихов изглед није познат. Можда су личиле на данашње казане за ракију – дрво прекривено црвеном глином – или су користили плетене плоче уместо правог дрвета.
Према Срејовићевим речима, планирано решење насеља својом функционалношћу и пропорционалношћу показује готово модеран архитектонски смисао. Упркос миленијумима који одвајају тадашње доба од садашњег, архитектонски план насеља и данас делује савремено и потпуно препознатљиво, док је архитекта Богдан Богдановић рекао да „све, апсолутно све, до најситнијег детаља” о Лепенском виру, има огроман значај.
Куће су потпуно стандардизоване у дизајну, али се веома разликују по величини. Најмања кућа има површину од 1,5 m2 (16 sq ft), док највећа има 30 m2 (320 sq ft).
Земунице се јављају у раним периодима вир III-а и III-б, што већ одговара старчевачкој култури, мада се неке могу наћи и у најстаријем периоду, Прото-вир. Копањем до нивоа мраза, који у овој области није дубље од 80 cm (31 in), може се искористити природна, константна температура тла. Зидови земунице били су очатловани блатом које је потом сушено и очвршћено ватром. Глина је очврснула до те мере да је архитекта Радмило Петровић успео да уклони комплетне глинене облоге нетакнуте, попут огромних глинених здела из калупа.
Други разлог за укопавање кућа у земљу је нагиб терена на коме су изграђене, који износи 11 степени. На другим локалитетима услови су били другачији. На Власцу су, на пример, природне, левкасте вододерине адаптиране у куће.

#### Кућа 49
Кућа 49 је најмања од свих и сматра се најинтригантнијом. Већина истраживача сматра да је ова кућа била прототип за читаво насеље. Огњиште у овој кући је и најмање, не веће од ципеле. Ипак, докази показују да је коришћено за ватру.

#### Кућа XLIV
Велика кућа 57 од 30 m2 (320 sq ft), из периода вир I-е, прекривена је кућом XLIV из вира II, која се простире на 42 m2 (450 sq ft), што је чини највећом откривеном кућом. Очигледно је била веома важна за насеље, не само због своје величине, већ и због локације (добила је надимак „Централна кућа“) и чињенице да је њен подни лапидаријум дао, у зависности од извора, 7-9 скулптура, више од било које друге куће (17% од укупно 52 скулптуре). Када је локација поплављена, студија је предвиђала да „линија поплаве” пролази управо кроз ову кућу, што би омогућило даља истраживања, али је предлог игнорисан и линија поплаве је пробијена када је акумулација настала. У овој кући су откривене најрепрезентативније скулптуре, као што су Прародитељка (Прамајка), Данубијус, Праотац, Родоначелник, и Водена вила.

### Ентеријер
Унутрашњост сваке куће обухвата огњиште у виду издуженог правоугаоника које се налази на дугој оси тлоцрта. Ови камини су грађени од масивних правоугаоних камених блокова. Камини су додатно проширени каменим блоковима како би се створила нека врста малог светилишта у задњем делу куће. Ове светиње су увек биле украшене скулптурама исклесаним од масивног округлог речног камења и можда представљају речне богове или претке. Друга значајна карактеристика кућа је плиткo кружнo удубљења у земљи која се налази тачно на средини пода. Ово може представљати неку врсту олтара.
Скулптуре, камини, олтари, столови, поређано квадратно камење, округла удубљења и загонетни троуглови уграђени су („бетонирани“) у очврсле порфиритске подове. У свим кућама су у готово истом основном распореду, који подсећа на људску фигуру. Научници се још увек не слажу око сврхе артефаката, осим да су камини заиста коришћени за ватру. Ипак, стварна функција није јасна. Археолог Милутин Гарашанин их је описао као „култну јаму“ или евентуално „ритуално огњиште“. Архитекта Пеђа Ристић је 1968. године изразио сумњу да је реч о обичном огњишту. Он је тврдио да је правоугаони облик камина непрактичан, са слабом способношћу одвођења дима. Међутим, када је радио на реконструкцији кућа, Ристић је закључио да је вероватно свака кућа имала ражањ, што објашњава издужени облик огњишта. Радивоје Пешић је такође био скептичан по питању намене огњишта. Он се превасходно фокусирао на троуглове, за које је тврдио да представљају древни архетип система писања. Ово не подржава новија наука, и они се још увек сматрају симболима, а не прото-словима. Пешић је такође закључио, будући да се симболи из огњишта шире низом који се не може дешифровати, да је то заправо жртвеник и цео комплекс артефаката назвао је „огњеним олтаром“.
Археолог Љубинка Бабовић прихватила је Срејовићеву теорију да распоред унутар куће представља људску фигуру, али је сматрала да је фигура заправо антропоморфизована представа Сунца, са додатим рукама. Она је тврдила да је свака кућа заправо мало сунчево светилиште и да план насеља представља астрономско кретање Сунца. Она је округло камење назвала „пепелним рупама“, јер је пепео откривен у округлим удубљењима. Филолог Петар Милосављевић је првобитно закључио да је ова пепеона рупа, обрубљена правоугаоним камењем, огњиште, по Пешићевој замисли, али је касније променио мишљење, прихватајући општи консензус да је правоугаоно удубљење у центру право огњиште. Археолог Ђорђе Јанковић писао је о „необичним каменим огњиштима сложене обредне намене“. Срејовић је направио и семантичку разлику између унутрашњег камина, огњишта, и спољашњег, ватришта. Ископавања на локалитету Власац упућују на постепену трансформацију ватришта у огњиште, односно уношење ватре у унутрашњост кућа. Без обзира на то које од удубљења је прави камин, очигледно је да се подна инсталација налик човеку састоји од неколико елемената, који су повезани неким, још увек недешифрованим, функционалним односима, као и визуелним и уметничким.

#### Централна инсталација
Шљунчани камен, постављен у геометријски центар куће и део подне инсталације који представља „главу” перципиране фигуре, такође је различито објашњен. Пошто има удубљење, сугерисало се да је служио као примитивна лампа, такозвана „Магдаленина лампа“, светиљка са фитиљем направљеним од маховине. Могуће је да је удубљење било направљено тако да се у њега може ставити маст или лој. Ристић се успротивио теорији рекавши да ни у једном камену нису откривени трагови масти или сагоревања. Камење је назвао упретник („камен отпора“) и веровао је да је њихова функција да служе као основа за штапове или стубове који су држали покривну конструкцију куће. Приликом реконструкције куће користио га је управо у ту сврху. Друга идеја је да је коришћен као посуда за точење (за мед и сл.) која се користила током ритуала. Једна предложена теорија да је коришћен као млински камен је одбачена јер је то још увек био у период пре жетви. Међутим, можда је био коришћен за млевење дивљег семена или ароматичног биља. Камење има необичне гравуре у доњем делу. Како је камење било „зацементирано” у под, урезане гравуре нису могли да виде живи изнад земље, те се сугерише да су биле намењене мртвима, који су понекад били закопавани испод пода куће. Бабовић је подове описао као „границу између дана и ноћи“.
Централни комад централне секције, „тело”, било је огњиште које је било предмет научних контроверзи. Дефинитивно је коришћено за ватру, јер су пронађени трагови горења и пепела. Било је издужено, у размери 1:3 или 1:4, и окружено камењем. У старијим периодима коришћено је танко камење, касније дебље и на крају прилично грубо и неправилно камење, иако је геометрија остала префињена. Предложено је да је величина камина заправо кориштена као еталон, мерни модул за пропорције куће. Ристић је рекао да је дужина огњишта једнака дужини ражња, рачунајући да је та дужина полупречник описаног круга који је основа куће. На основу мерења у 51 кући утврђено је да је просечна ватрена шупљина дуга 78 cm (31 in) и широка 24 cm (9,4 in), што даје однос 1:3,25. Просечна ширина је још један разлог зашто неки археолози верују да ово није био прави камин, јер је преузак и непрактичан. Дубина рупе варира од 15 до 25 cm (5,9 до 9,8 in), али најмање једна четвртина њих има косо дно. У овим случајевима, део ближе улазу у кућу је 10 до 15 cm (3,9 до 5,9 in) нижи. Укупна величина камина варира у зависности од величине куће, али изгледа да је уравнотеженија од величина кућа. Најмањи камин је од 13 до 26 cm (5,1 до 10,2 in), док су највећи у кући 54 (32 до 111 cm (13 до 44 in)) и кући 37 са 315 до 105 cm (124 до 41 in).
Око огњишта је постављено веће камење, понекад у два нивоа. Различито се назива „камени столови”, „жртвене плоче”, „пијачне тезге” или „руке”. Камење је већ било уметнуто када је наливен црвени малтер. У каснијем периоду фазе Лепенског вира I око рупе се налази мањи број камења, или оно потпуно нестаје. На њиховом месту појављују се троуглови који окружују камин у елипсоидном распореду. Звали су се једноставно троуглови, али и „троугласти облици”, „троуглови камина” или „виљушке”. Осим Пешићевог генерално непотврђеног тумачења да су они облик протописа, троуглови су на различите начине описивани као „кућице за мртве“, ослонци за ражњеве, отвори за точење пића и хране за мртве покопане испод пода, носач за конструкцију неког већег објекта налик пећи изнад огњишта, симболи светлости или ватре, или једноставно отвори за топлоту из ватре. У свим случајевима осим у једном, врхови троугла су оријентисани ка камину. Изузетак је на локалитету Кула. Сматра се да је прототип троуглова мандибула жене, прекривена малом каменом плочом, која је утиснута у под у Кући 40.
„Ноге“ инсталације протежу се скоро до спољашње стране куће. У овом делу се налази округло удубљење које се такође не може дефинитивно објаснити (камин, пепеоно удубљење, и сл.), које је подједнако доступно и изнутра и споља јер се налази на улазу у кућу. У литератури се помиње и као „(коси) камени прагови” или једноставно „улаз”. Бабовићева је приметила да постоји неколико варијанти, што ју је навело да куће (или светишта, како их је називала) сврста у 4 категорије. Категорије су:
- „слободан корак“; када се косо камење постављало као две раширене ноге;
- „везани корак”; када се косо камење поставља на исти начин као у „слободном кораку“, али је додатно камење постављено на отворену страну да би се направила веза између косих каменова, стварајући плитку троугласту или трапезоидну депресију;
- „кретање у стационарном статусу“; није било косог камења, али је улаз био поплочан каменим плочама, формирајући скоро утврђену препреку на улазу; нема депресије и инсталација изгледа као платформа за седење;
- „латентно мировање“; одсуство било какве камене конструкције на улазу; неки истраживачи сугеришу да се заправо не ради о посебном типу, већ о индикацији да овај део куће можда није био покривен, тако да су елементи временом еродирали камен. Додатни утицај може бити и то што је спољно огњиште било директно споља, те је загревање и хлађење утицало на камење.

У неолиту, односно старчевачкој фази Лепенског вира, Лепенци су у кућама почели да граде куполасте пећи. Грађене су на поду и биле су направљене од набијене земље, са потковичастим темељима од ломљеног камена. Капа, односно купола пећи била је од печене земље. Колиба која је саграђена на најуздигнутијем делу терена насеља и која се налазила скоро у његовом средишту, имала је највећу пећ, 1,5 m × 1,4 m × 0,5 m (4 ft 11 in × 4 ft 7 in × 1 ft 8 in). Неки истраживачи сматрају да је због своје величине и положаја вероватно грађена за комуналну употребу, али су истакли и да су њене пропорције једнаке „прототипској кући“, кући 49. Такође се сугерише да је пећ из Лепенског вира била прототип за изградњу других пећи, због архетипске униформности хлебних пећи на ширем балканском простору, као и канонског понављања истог облика од неолита до модерног доба.

### Спољни камин
Спољни камин је био готово наставак унутрашње централне инсталације. Постављен на улазу, функционисао је и као препрека („ватра која служи као врата“). Вероватно је служио као заштита од дивљих животиња, али и за грејање куће. Унутрашње огњиште је било премало за ту намену, и дрва су се морала сећи и припремати за његову малу величину. С друге стране, само доношењем дрва из оближњих бујних шума или коришћењем великих трупаца које је Дунав донео у залив, могли би да одржавају велике ватре изван кућа. Предложен је и ритуални значај за локацију спољашње ватре (задржавање сенки унутар куће, ритуално заобилажење ватре при уласку у кућу, ватра као улаз у свет духова, итд). Срејовић је истакао да је локација спољног огњишта заправо сасвим логична, с обзиром на могућности тадашњих становника. „Једини грађевински материјал који су Лепенци имали користио се за реплицирање живота у пећини... тако да су њихове куће имале атмосферу попут пећине.” Пећински становници такође пале ватру на улазима у пећине; иначе би се угушили. Сећање на пећински боравак је вероватно још увек било живо у то време, јер је било тадашњих људи у другим деловима Европе који су још увек живели у пећинама или природним склоништима. Постојање великог спољног огњишта, уз очигледно не баш практично унутрашње, подстакло је Павловића да закључи да је мала рупа у поду куће заправо служила за држање и одржавање ватре или жеравице, што се временом развило у ритуал. Упоредио је то са начином на који су питијске свештенице држале ватру у Делфима.

### Реконструкције
Остаци насеља у Лепенском виру следе универзална правила архитектуре, те архитектонске остатке треба сагледавати и вредновати по тим правилима. Међутим, реконструкција Лепенског вира „личи на гигантску, сложену слагалицу, без узорне слике“.
Наука још нема дефинитиван одговор о томе како су куће изгледале изнад земље, а бројне идеје су предложили архитекти, урбанисти, историчари и антрополози. Војислав Девић је предложио дугачак, испреплетен лучни плетер („рибљи костур“), док се Живојин Андрејић определио за попречне лукове. Дијагонално укрштене лукове, са једним широким на улазу да спречи уско грло, предложио је Павловић. Срејовић се првобитно оградио од било које од предложених реконструкција, сматрајући да су све оне на неки начин мањкаве. У својој књизи из 1969. штампао је реконструкцију Ђорђа Митровића, али се његов текст умногоме разликовао од илустрације. Неки су концепт оценили као неспретан, примитиван, технички немогућ и, једноставно, погрешан. Чак и тако, цртежи су постали међународно познати. Срејовић се поново оградио рекавши да је таква кровна конструкција исувише примитивна за савршено обликовану основу, додајући да треба дозволити додатне, још непознате елементе који су можда омогућили сасвим другачију конструкцију. Он је 1973. одбацио и Ристићеву реконструкцију, тврдећи да ниједно од до сада предложених решења није било дефинитивно и да свака идеја има неке нетачне детаље. Он је тврдио да било какво коначно решење не би задовољило машту креатора и да ће бити потребне генерације да се проблем реши. Касније, 1980. године, Ристић је докторирао на Универзитету у Грацу на тему „Реконструкције праисторијске архитектуре Лепенског вира“.
Борислав Јовановић, који је истраживао локацију Падина, покушао је да изврши реконструкцију користећи основни аранжман „колибе од три штапа“. „Службена“, Митровићева верзија, после многих измена и адаптација постала је технички могућа до отварања визиторског центра на Лепенском виру, 2011. Главни проблем је био однос нагиба кровне површине и греде. Марија Јовин и Синиша Темерински, из Завода за заштиту споменика, израдили су модел на основу израженог нагиба греде, уклањања централног стуба и промене правца кровног носача. На овај начин је постигнут концепт витке, издужене конструкције која је омогућавала ефикасно одвођење дима ка споља. Заснован је на старијој верзији простог троношца Велизара Ивића и сложенијој варијанти Петра Ђорђевића, који је радио на ископавању на локалитету Падина. Бојана Михајловић и Андреј Старовић из Народног музеја у Београду направили су холографску анимацију куће на основу „плитке” греде и са животињским кожама на крову уместо комада дрвета. У потпуној супротности била је Борићева холографска верзија куће. У каснијем периоду истраживања локалитета Власац, Борић је на локацији изградио своју верзију куће, али она садржи вертикалне зидове који су се у архитектури појавили много касније. Неке друге предложене реконструкције су сматране још мање могућим јер су обухватале ортогоналну основу или горњи спрат, на основу претпоставке да су камена ојачања у облику венаца заправо остаци некадашњих камених зидова. Готово све предложене реконструкције, без обзира на разлике, припадају пирамидалном или шаторском типу (иако су обликоване као фрустуми).

## Сахрањивање
Неки од мртвих су сахрањени у кућама испод изузетно очуваних подова. Верује се да су они истакнути чланови групе, али постоје и скелети деце.
Срејовић је сматрао да су Лепенци развили „култ главе”, због чега су све откривене скулптуре заправо бисте. Ритуалаи сахрањивања су укључивала чудну праксу уклањања лобање са главе, затим доње вилице са лобање пре него што су сви одвојено сахрањени. Лобање су биле смештене у посебне камене конструкције. Лобања би била постављена на већу камену плочу, затим заштићена ломљеним камењем. Све одвојено закопане лобање су мушке, док су све доње вилице женске.
Гробови су уграђени у основе кућа. Најбоље је очуван скелет из Куће 69. Због одличног стања скелета и његове очигледне висине, археолог Александар Бачкалов, који га је открио, сматрао је да је прилично „згодан“ или „храбар“ и назвао га Валентино, по америчком глумцу, Рудолф Валентино. Бачкалов га је открио у плитком копу који потиче из правирског, односно вир I-a периода. Валентино је умро око 8200 пне, и архитекта Горан Мандић је радио на његовој реконструкцији лица. Положај скелета закопаних испод подова је такав да се изнад гениталија налазе проширени делови централне инсталације, што је навело нека истраживања да закључе да она заправо симболизује рођење, без обзира на пол скелета, као и да држање скелета, такозвани „турски стил“ представља порођајну позицију.
Пепео је такође имао известан ритуални значај, јер су откривене и керамичке посуде напуњене пепелом.
Валентино је коришћен као модел за интерактивну 3Д реконструкцију лица, у оквиру српског павиљона на Екпо 2020 у Дубаију. Тим на челу са физичким антропологом Софијом Стефановић који је реконструисао лице човека старог 10.000 година, уз помоћ стручњака за остеоологију, ДНК и форензику, користећи технологију метаверзума која се користи у играма. Стефановић води пројекат под називом „Дигитални древни људи“. Они су проценили су да Валентино има 55 година, висину 178 cm (70 in) и тежину 70 kg (150 lb). Целокупан павиљон Србије пројектован је према претпостављеним косим крововима кућа Лепенског вира и украшен репликама њихових скулптура.

## Скулптуре
Скулптуре Лепенског вира се састоје од бројних праисторијских фигурина које датирају из 7000. године пре нове ере које су пронађене нетакнуте на Лепенском виру. Најраније скулптуре пронађене на локалитету датирају из времена насеља Лепенски вир I-б. Оне су присутне у свим наредним слојевима до краја особене културе Лепенског вира. Све скулптуре су исклесане од округле пешчарске калдрме пронађене на обалама реке.
Скулптуре се могу класификовати у две различите категорије: једна са једноставним геометријским шарама и друга која представља хуманоидне фигуре. Ове последње су интересантније. Све скулптуре су моделоване на изразито експресионистички начин. Само глава и лице људских фигура су били реалистично моделовани, са снажним луковима обрва, издуженим носом и широким, рибљим устима. На неким фигурама у стилизованој форми се могу видети коса, брада, руке и шаке. Очигледне су многе особине налик рибама. Заједно са положајем које су ове скулптуре имале у кућном светилишту, указују на везу са речним боговима.
Скулптуре су биле компоненте саме куће, јер су уграђене у камени под. Оне су најстарија група („портретских“) скулптура откривених до сада. Иако скулптуре нису веће од 60 cm (24 in) у дужину, оне се сматрају историјски „монументалним“, пошто до сада није откривена ниједна старија скулптура ове величине. Остале скулптуре из истог периода, на пример у Малој Азији и Палестини, су мање. Такође, за разлику од других скулптура из тог периода које имају уклесане носове и очи, оне у Лепенском виру имају уста и уши.
Историчар уметности и професор Универзитета у Београду Лазар Трифуновић рекао је да скулптуре изгледају као да их је „радио Хенри Мур“.
Неке од скулптура постале су популарне након медијске пажње током 1980-их. Срејовић и Бабовић су у својој књизи „Уметност Лепенског вира” из 1983. године појединачно описали неке од њих. Вероватно најпознатија је Прародитељка, или „Премајка”, на слици горе десно. Величине 51 cm × 39 cm (20 in × 15 in), слика је често медијски експлоатисана и постала симбол Лепенског вира. Срејовић и Бабовић су је сматрали „импресивним“, могућим оличењем женског принципа риболиких бића. Сматра се да је равна супротној, мушкој верзији, „Данубијус”. Женски елементи и атрибути изгледају канонски, симетрични, крути и иако обликовани као фигура, на крају прилично смањени. Има два отвора за вентилацију на раменима. Још увек су видљиви трагови оригиналног црвеног пигмента премаза. Још једна скулптура је такође есенцијална, јер је то прва позната скулптура портретног типа већа од људске главе у људској историји. Назван Родоначелник, или „Прогенитор”, представља главу и мери 52 cm × 33 cm (20 in × 13 in). Сматра се врстом тотема, више личи на човека него на рибу. Описан је као „мистериозан и усамљен”. Остаци црвеног пигмента постоје на подочњацима и на врату.

## Контроверзе
Иако је Обрад Кујовић први открио локалитет, Драгослав Срејовић је данас препознат као човек који је открио Лепенски вир. У својој публикацији „Лепенски вир” из 1969. године помиње „групу стручњака” која је уочила локалитет пре њега „крајем лета 1960. године”, али никада није навео њихова имена, док је навео многе друге људе који су помогли у ископавања. Вечерње новости су 1979. године објавиле интервју са Кујовићем који је поновио причу о томе како је открио локацију. Он је додао да „за научно истраживање и тумачење откривеног материјала” слава с правом припада Срејовићу, али је приговорио да Срејовић никада није поменуо људе који су открили локалитет. Срејовић је одговорио да прихвата Кујовићеву тврдњу и да је важно препознати тачан датум открића за тако значајно налазиште. Додао је да је изоставио њихова имена пошто су били ангажовани и плаћени (од стране Института за археологију) да прегледају терен. Међутим, 1996. године организована је 30. годишњица открића Лепенског вира. Кујовић је јавно питао Срејовића, ако је већ признао да се откриће догодило 1960. године, зашто није организовао 35. годишњицу. Срејовић је умро касније те године.

### Теорије завере
Како су концепт „архитектонски модерног” насеља и његове културе деловали толико одвојени од прихваћених знања о тој теми у то време, развиле су се маргиналне теорије о цивилизацији Лепенског вира. Уфолози су веровали да су Лепенци заправо ванземаљци из свемира. Такве теорије завере постојале су и у Русији, док је један од заговорника теорије древних астронаута, Ерих фон Деникен, показао интересовање за локалитет.

## Археоастрономија
Прва археоастрономска истраживања спроведена су током зимског солстиција 2014. Указала су на могућност да се „двоструки излазак сунца“ догоди током летњег солстиција. Вулканско брдо Тресковат, које се налази преко Дунава наспрам Лепенског вира, има стеновити изданак близу врха и нагиб већи од нагиба привидне путање Сунца. Сунце се појављује изнад Тресковата, затим иде иза избочине и поново се појављује. Феномен је уочен и потврђен током летњег солстиција 2015. Цео пролаз, који је снимљен, траје нешто више од 4 минута. У научној литератури се помињу две археолошке локације у Великој Британији на којима је примећен „двоструки залазак сунца“ током солстиција, али „двоструки излазак сунца“ није забележен. Како се од тада променио аксијални нагиб, извршена је геопросторна анализа помоћу ГПС-а, која је доказала да се „двоструки излазак сунца“ догодио и у то време, и да је био видљив са првобитне локације Лепенског вира.
Феномен су истраживали Павловић и Александра Бајић, који су своја сазнања објавили у књизи „Сунце Лепенског вира“ 2016. године. Како је само специфичан положај Сунца током зимског и летњег солстиција био неопходан да би се време израчунало помоћу референтне тачке која се понавља после једне године, они верују да су Лепенци користили „двоструки излазак“ као основу за неку врсту соларног календара, која је датиран на 6300–6200 година пре нове ере. Како је Лепенски вир неколико миленијума био седентарна заједница, Павловић и Бајић сматрају да су становници морали да посматрају ту појаву, тим пре што су људи тада много више посматрали природне појаве него данас. Чак је и Срејовић, који је преминуо 1996. године и није знао за тај феномен, рекао да, на основу географске конфигурације клисуре, „плес светлости и сенки повремено достиже нивое хијерофаније“. Терен је даље истражен теодолитом, а астрогеодетска анализа је урађена 2017. Резултати показују да је „двоструки излазак сунца“ био видљив са најсевернијег дела насеља. Гледано са најјужнијег дела, Сунце летњег солстиција излазило је на јужном делу спљоштеног врха Тресцовата. Дакле, читаво насеље је тачно измерено у односу на астрономски догађај.

## Пресељење
Хидроелектрана Ђердап I почела је са радом између 1970. и 1972. године, када је формирано вештачко Ђердапско језеро. Језеро је требало да поплави првобитну локацију тако да је скоро у потпуности уклоњена на другу локацију за коју је прво потврђено да је „археолошки стерилна”. Нова локација је око 100 m (330 ft) низводно и 30 m (98 ft) виша од претходне, и мање је приступачна са реке, због накупљања облутака на обали и вишка тла од припреме нове локације. Већи део откривене насеобине, који чини скоро све куће из периода вир I, измештен је 1971. године. Како Дунав сада пролази изнад природних стеновитих „сидара” због којих је раније постојао вир, требало је само 10 година да се реку помери и спере делове старе обале и да поткопа стару локацију, већ ослабљену археолошким ископавањима.
Сама стара локација Лепенског вира је 12 m (39 ft) испод данашњег нивоа језера, док су локалитети Власац и Падина 15 m (49 ft) и 65 m (213 ft) испод, респективно. Археолози (Срејовић, Бранислав Ћирић, Милка Чанак Медић и др) израдили су студију под називом „Пројекат пресељења“ о очувању и заштити обале, посебно о спречавању клизишта, али је студија углавном игнорисана.
Непосредна околина Лепенског вира никада није у потпуности екскавирана. Сам Срејовић је рекао да има „више Лепенског вира, и горе и доле“, значи испод Прото-вира, па даље у залеђе. Протовирски слој је у потпуности поплављен, док неки од ископина вира I нису измештени, нпр. куће које су заузимале најиздигнутији део платоа (куће 61, 65, 66, 67), мада су и оне биле поплављене. Уопштено говорећи, материјални остаци култура у клисури Ђердап били су скоро сви потопљени и заувек изгубљени за даља научна истраживања.

## Процена
Налази студије Лепенски вир, први пут објављени 16. августа 1967. на конференцији за новинаре коју је организовао Лазар Трифуновић, радикално су ревидирали историју Европе. Констатовано је да је штампање неких уџбеника историје одложено да би се могли ревидирати. Опречни гласови, међутим, тврдили су да Лепенски вир не може да се датира у мезолит, јер је Европа у то време била једва насељена, а становништво је живело у пећинама и другим природним склоништима.
Проблеми истраживања које Лепенски вир представља типични су за слична археолошка налазишта из праисторијских периода: без писаних доказа и због одсуства ширег контекста, прешироки закључци теже да се екстраполирају из прилично уске базе података. Непотпуни подаци скрећу истраживање и анализу Лепенског вира у дифузне правце. Класичар Милан Будимир описао је налазе као „смеле хипотезе које бацају сумњиво светло на (историјски) мрак”.
Ипак, Лепенски вир је најстарије планирано насеље у Европи и има јединствене куће трапезастог облика каквих нема нигде другде. Његова култура је донела не само најраније откривене портретне скулптуре, већ и прве скулптуре веће од природне величине у историји људске уметности. Скулптуре су највеће до тог периода и међу првима које су имале уклесана уста или уши. Поред тога, скелетни остаци са Лепенског вира чине скоро половину једне од највећих мезолитских антрополошких серија и значајни су за будућа биоархеолошка и ДНК истраживања.
До 26. маја 1966. године Државни завод за заштиту споменика културе је већ заштитио Лепенски вир као споменик културе (Одлука 554/1), чиме је степен заштите проширен 3. фебруара 1971. године (Решење 01-10/21). Лепенски вир је 1979. године проглашен за споменик културе од изузетног значаја (Државни гласник, бр. 14/79). Упркос огромном значају, Лепенски вир још увек није номинован за Унескову листу нематеријалног културног наслеђа. То је делом због бирократије државе и одређених техничких ствари, а делом због тога што је прво морао да се заврши Музеј Лепенског вира. Други проблем може бити чињеница да је првобитна локација поплављена, а налазиште подигнуто на више тло. Куће 61 и 65 нису померене и на ниском водостају налазе се само 59 cm (23 in) испод површине, тако да би технички могле да буду номиноване за Унескову листу.
Архитекта Бранислав Крстић (1922–2016), некадашњи комесар УНЕСКО-а, предложио је 2010. да се Лепенски вир кандидује заједно са целом Ђердапском клисуром, као „интегрални споменик културе и природе”. Како Крстић наводи, осим античких култура, шире подручје Лепенског вира је касније било у саставу римског, а касније и византијског, подунавског лимеса, садржи римске и средњовековне тврђаве, попут Голубачке тврђаве и Фетислама, док је масивна Ђердапска брана споменик индустријализације и електрификације у 20. веку. Ристић се успротивио оваквом поступку, рекавши да оригиналне, „кристално јасне” артефакте (скулптуре) треба одвојити од архитектонских остатака који су уништени, делимично због потопљења, а делимично због „катастрофалног археолошког лошег управљања током ископавања 1960-их година”. Тврдио је да су архитектонски остаци у почетка били крхки и да су током ископавања само делимично очувани, али потпуно уништени приликом премештања. Архитекта и уметник Александар Дероко назвао је то „највећим културним масакром 20. века” и рекао да „светски познати научници више неће моћи да истражују то налазиште”. Повишени и реконструисани део у музеју требало је да буде измештен по пројекту који је водио Милорад Медић, а који је предвиђао измештање целих спратова кућа у челичним оквирима. Приликом пресељења, међутим, крхки подови су се распали у комаде и прашину, те су у деловима премештани, а затим поново састављани у музеју. Ристић сматра да фокус треба да буде на скулптурама, које су у потпуности очуване: „Као што су пећинске слике (у Ласкоу) откривале душу палеолитског човека од пре 20.000-30.000 година, тако и вајање у шљунку (у Лепенском виру) открива душу мезолитског човека од пре 7.000-9.000 година“. Он је осудио музеј као „непотпуни фалсификат... који нема ни душу ни науку, а нема сврху“. Он је закључио да Лепенски вир због свог значаја заслужује доличан споменик, пандан монументалној литичкој скулптури лица Децебала, вође Дачана из 1. века. Предложио је да српски пандан буде џиновско лице са лепенских скулптура, које би изгледало као да извире из Дунава, и да би стена Лепена, на пола пута између Лепенског вира и Власца, била погодно место за споменик.

## Галерија
- Реплика куће
- Улаз у музеј
- Стаклена заштита
- Главни музејски део
- Скулптуре
- Лепенски вир скулптура 1
- Лепенски вир скулптура 2
- Сомић
- Danubius
- Госпа од Лепенског вира
- Јелен у шуми
- Глава са петљама
- Водена вила
- Родоначелник
- Адам
- Вилењак
- Родоначелница
- Госпа од Бољетинске реке